# Jorge Teixeira (político)
Jorge Teixeira (Rio do Sul, 12 de junho de 1955) é um médico e político brasileiro.
Filho de Walgenor Teixeira e Lesi Werner Teixeira, é casado com Márcia Anacleto Teixeira e tem dois filhos, Aline Ribeiro Teixeira e Pedro Werner Ribeiro Teixeira.

## Carreira na medicina
Ingressou na faculdade de medicina da Universidade de Passo Fundo, no Rio Grande do Sul, em 1974, concluindo o curso em 1979.
Transferiu-se para o Rio de Janeiro, onde trabalhou na direção geral do Instituto Nacional de Assistência Médica e Previdência Social (INAMPS), nos cargos de coordenador de gestão do Fundo de Assistência Patronal, coordenador de Assistência Patronal e  coordenador de Padronização dos Recursos Físicos e Materiais do INAMPS.
Especializou-se em neurocirurgia na Santa Casa de Misericórdia do Rio de Janeiro, com os professores Paulo Niemeyer e Paulo Niemeyer Filho.
Em 1984 foi para a Superintendência Regional do INAMPS em Florianópolis, e atuou como secretário de Medicina Social de Santa Catarina, secretário de Planejamento e superintendente interino do INAMPS/SC.
Em 1987 retornou ao Rio de Janeiro para assumir o cargo de chefe de implantação de Assistência Médica no Bradesco Seguros até o ano de 1994, quando retornou a Rio do Sul para ser coordenador da 4ª Regional de Saúde.

## Carreira na política
Em 2000 foi o candidato a vereador de Rio do Sul, sendo o mais votado, com 1.687 votos, e participou da legislatura entre os anos 2001 e 2004. Neste mesmo ano, concorrendo pelo Partido da Frente Liberal (PFL), foi eleito vice-prefeito de Rio do Sul ao lado de Milton Hobus, filiado na ocasião ao Partido Progressista (PP). Com a renúncia de Milton Hobus em 2008, Jorge Teixeira substituiu-o no cargo no período de 24 de novembro de 2008 a 31 de dezembro de 2008.
Nas eleições de 2010 foi eleito deputado estadual para a Assembleia Legislativa de Santa Catarina pelo DEM, com 34.596 votos, e tomou posse à 17ª Legislatura (2011-2015).